# Turnverein 1862 Langen
Il TV Langen è una società cestistica avente sede a Langen, in Germania, parte della polisportiva Turnverein 1862 Langen e.V.. Fondata nel 1862, gioca in ProB.
Disputa le partite interne nella Georg-Sehring-Halle, che ha una capacità di 1.100 spettatori.